# Kreis Lippstadt
Der Kreis Lippstadt war ein Kreis im nordrhein-westfälischen Regierungsbezirk Arnsberg. Er lag am südlichen Rand der Westfälischen Bucht zwischen der Lippe und der Möhne.

## Geographie

### Nachbarkreise
Der Kreis Lippstadt grenzte 1972 im Uhrzeigersinn im Nordwesten beginnend an die Kreise Beckum, Wiedenbrück, Paderborn, Büren, Brilon, Meschede, Arnsberg und Soest.

## Geschichte
Der Kreis Lippstadt wurde 1817 im Regierungsbezirk Arnsberg der preußischen Provinz Westfalen gebildet. Er war zunächst in die sechs Bürgermeistereien Anröchte, Erwitte, Geseke, Horn, Lippstadt und Rüthen eingeteilt. Im Rahmen der Einführung der Landgemeinde-Ordnung für die Provinz Westfalen wurden die Bürgermeistereien 1843 aufgelöst und durch die fünf Ämter Anröchte, Altenrüthen, Erwitte, Horn und Störmede ersetzt. Bereits 1845 wurde das Amt Horn wieder aufgelöst und auf die Ämter Anröchte und Erwitte aufgeteilt.
Die zunächst amtsfreie Stadt Rüthen kam 1937 zum Amt Altenrüthen, das gleichzeitig in Amt Rüthen umbenannt wurde. 1938 wechselten acht Gemeinden vom Amt Anröchte zum Amt Erwitte. Am 1. Oktober 1949 wurden die beiden nahe bei Lippstadt liegenden lippischen Exklaven Cappel und Lipperode vom Kreis Detmold als amtsfreie Gemeinden in den Kreis Lippstadt umgegliedert.
Vom 28. bis zum 30. September 1948 fand in Lippstadt der zweite Verbandstag der ehemaligen Landesverbände des Deutschen Metallarbeiter Verbunds der britischen Besatzungszone und des Landes Bremen statt. Auf diesem Verbandstag wurde die IG Metall für die britische Besatzungszone und das Land Bremen gegründet. Etwa ein Jahr später, am 1. September 1949, wurde die IG Metall für die Bundesrepublik Deutschland gegründet.
Am 1. Oktober 1969 wurde aus dem Landkreis der Kreis Lippstadt.
Im Rahmen der nordrhein-westfälischen Gebietsreform wurden die Kreise Lippstadt und Soest und Teile des Kreises Arnsberg am 1. Januar 1975 durch das Münster/Hamm-Gesetz zum neuen Kreis Soest vereinigt. Die archivwürdigen Unterlagen des Kreises Lippstadt werden im Kreisarchiv Soest aufbewahrt.

### Wappen und Flagge
| Wappen des ehemaligen Kreises Lippstadt | Blasonierung: „In Silber (Weiß) ein durchgehendes schwarzes Kreuz, in der Mitte aufgelegt eine rote heraldische Rose mit goldenen (gelben) Kelchblättern und Butzen.“ |
| Wappen des ehemaligen Kreises Lippstadt | Wappenbegründung: Das Wappen wurde am 26. September 1936 vom Oberpräsidenten der Provinz Westfalen genehmigt. Das Wappen vereinigt die früheren territorialen Zugehörigkeiten. Das Kreuz steht für Kurköln als Zeichen für die kurkölnischen Städte und Rüthen und Erwitte. Die Rose steht für die Kreisstadt Lippstadt, die von Fürst Bernhard II. 1169 gegründet wurde; sie war darüber hinaus von 1445 bis 1850 im lippischen Mitbesitz. Der Kreis führte zwei Flaggenvarianten: Die Flagge ist Schwarz-Weiß-Schwarz im Verhältnis 1:7:1 geteilt mit dem Kreiswappen in der Mitte. Die Flagge zeigt die Symbole des Kreiswappens. |

Hissflagge
Wappenflagge

## Einwohnerentwicklung
| Jahr | Einwohner | Quelle |
| ---- | --------- | ------ |
| 1819 | 025.451   | [ 11 ] |
| 1832 | 026.956   | [ 1 ]  |
| 1871 | 034.757   | [ 12 ] |
| 1880 | 037.199   | [ 12 ] |
| 1890 | 037.990   | [ 13 ] |
| 1900 | 041.093   | [ 13 ] |
| 1910 | 049.011   | [ 13 ] |
| 1925 | 054.188   | [ 13 ] |
| 1939 | 061.848   | [ 13 ] |
| 1950 | 090.227   | [ 13 ] |
| 1960 | 092.600   | [ 13 ] |
| 1970 | 108.500   | [ 14 ] |
| 1973 | 113.500   | [ 15 ] |

## Politik

### Ergebnisse der Kreistagswahlen ab 1946
In der Liste werden nur Parteien und Wählergemeinschaften aufgeführt, die mindestens zwei Prozent der Stimmen bei der jeweiligen Wahl erhalten haben.
Stimmenanteile der Parteien in Prozent
| Jahr | CDU  | SPD  | FDP  | DZP  | BHE | KPD |
| ---- | ---- | ---- | ---- | ---- | --- | --- |
| 1946 | 65,3 | 23,6 |      | 06,3 |     | 4,5 |
| 1948 | 42,0 | 27,2 | 14,2 | 12,5 |     | 2,7 |
| 1952 | 43,7 | 25,6 | 11,2 | 09,7 | 8,2 |     |
| 1956 | 47,3 | 30,5 | 05,9 | 06,8 | 9,5 |     |
| 1961 | 52,6 | 30,5 | 05,2 | 04,6 | 7,1 |     |
| 1964 | 48,2 | 38,4 | 05,4 | 03,6 | 4,4 |     |
| 1969 | 52,4 | 41,1 | 04,0 | 02,5 |     |     |

### Landräte
- 1817–1821 Engelbert Matthias von Hörde
- 1821–1857 Maximilian  von Schade
- 1857–1875 Wilhelm von Schorlemer, Zentrum
- 1875–1916 Ernst von Werthern
- 1917–1919 Friedrich Gorius
- 1920–1933 Maximilian Raitz von Frentz, Zentrum
- 1933 Ludwig Malzbender, NSDAP
- 1934–1935 Erich Flottmann, NSDAP
- 1936–1940 Heinrich Simon
- 1940 Heinrich Teipel, NSDAP (auftragsweise)
- 1940 Regierungsassistent Zielke (vertretungsweise)
- 1940–1945 Wieprecht von Kropff
- 1952–1954 Karl Schopp, CDU
- 1956–1971 Wilhelm Schröder, CDU
- 1971–1974 Josef Raulf, CDU

### Oberkreisdirektoren
- 1946–0000 Franz Liese
- 1959–1974 Franz Schlarmann

## Ämter und Gemeinden

### Amtsfreie Gemeinden
1. Cappel (seit 1949)
2. Geseke, Stadt
3. Lipperode (seit 1949)
4. Lippstadt, Stadt
5. Rüthen, Stadt (seit 1937 im Amt Rüthen)

### Ämter
1. Amt Anröchte
  1. Altengeseke
  2. Altenmellrich
  3. Anröchte
  4. Berenbrock (bis 1938)
  5. Berge
  6. Böckum (bis 1938)
  7. Ebbinghausen (bis 1938)
  8. Horn-Millinghausen (bis 1938)
  9. Klieve
  10. Mellrich
  11. Merklinghausen-Wiggeringhausen (bis 1938)
  12. Norddorf (bis 1938)
  13. Robringhausen
  14. Schallern (bis 1938)
  15. Schmerlecke (bis 1938)
  16. Seringhausen
  17. Uelde
  18. Waltringhausen
2. Amt Rüthen (bis 1937 Amt Altenrüthen)[17]
  1. Altenrüthen
  2. Drewer
  3. Effeln
  4. Hemmern
  5. Hoinkhausen
  6. Kallenhardt
  7. Kellinghausen
  8. Kneblinghausen
  9. Langenstraße-Heddinghausen
  10. Meiste (bis 1911 Miste)
  11. Menzel
  12. Nettelstädt
  13. Oestereiden
  14. Rüthen, Stadt (seit 1937 im Amt Rüthen)
  15. Suttrop
  16. Weickede
  17. Westereiden
3. Amt Erwitte
  1. Benninghausen
  2. Berenbrock (ab 1938)
  3. Böckum (ab 1938)
  4. Ebbinghausen (ab 1938)
  5. Eikeloh
  6. Erwitte, seit 1936 Stadt
  7. Hellinghausen
  8. Herringhausen
  9. Horn-Millinghausen (ab 1938)
  10. Merklinghausen-Wiggeringhausen (ab 1938)
  11. Norddorf (ab 1938)
  12. Overhagen
  13. Schallern (ab 1938)
  14. Schmerlecke (ab 1938)
  15. Stirpe
  16. Völlinghausen
  17. Weckinghausen
  18. Westernkotten
4. Amt Störmede
  1. Bökenförde
  2. Bönninghausen
  3. Dedinghausen
  4. Ehringhausen
  5. Eringerfeld (1898 als Gutsbezirk eingerichtet, seit 1928 Gemeinde)[18]
  6. Ermsinghausen
  7. Esbeck
  8. Langeneicke
  9. Mönninghausen
  10. Rixbeck
  11. Störmede

## Kfz-Kennzeichen
Am 1. Juli 1956 wurde dem damaligen Landkreis bei der Einführung der bis heute gültigen Kfz-Kennzeichen das Unterscheidungszeichen LP zugewiesen. Es wurde bis zum 31. Dezember 1974 ausgegeben. Seit dem 3. Dezember 2012 ist es im Kreis Soest erhältlich (Kennzeichenliberalisierung).